# 1020 в Україні
1020 в Україні — це перелік головних подій, що відбулись у 1020 році на території сучасних українських земель.

## Особи

### Померли
- Малуша — неофіційна дружина Святослава Ігоровича, мати Великого князя Київського Володимира Святославича, сестра Добрині.